# Code agricole et pastoral de la Nouvelle-Calédonie
Lire en ligne

http://www.juridoc.gouv.nc/JuriDoc/JdWebE.nsf/Juristart?openpage

Le code agricole et pastoral de la Nouvelle-Calédonie est un code officiel du droit rural et agricole en vigueur en Nouvelle-Calédonie. 
Il se compose d'une partie législative, reprenant les éléments relevant de lois du pays, et une partie réglementaire, dont les dispositions sont adoptées par une délibération du Congrès ou par arrêté du gouvernement.
Ce code est créé à l'initiative du gouvernement par la loi du pays no 2016-11 du 7 juillet 2016 qui crée le livre IV relatif aux baux ruraux. 
Il suit le plan du code rural et de la pêche maritime en vigueur en France métropolitaine. Seuls les livres II, IV et VI sont publiés. 
| Livre                                                                          | Partie législative                       | Partie réglementaire                      |
| ------------------------------------------------------------------------------ | ---------------------------------------- | ----------------------------------------- |
| Livre II : alimentation, santé publique vétérinaire et protection des végétaux | Loi du pays no 2017-2 du 7 février 2017  | Délibération no 61/CP du 30 mars 2017     |
| Livre IV : baux ruraux                                                         | Loi du pays no 2016-11 du 7 juillet 2016 | Délibération no 218 du 29 décembre 2016   |
| Livre VI : valorisation des produits agricoles, agroalimentaires et de la mer  | Loi du pays no 2017-3 du 7 février 2017  | Arrêté no 2017-453/GNC du 21 février 2017 |